# 3rs Premis del Cinema Europeu
Els 3rs Premis del Cinema Europeu, presentats per l'Acadèmia del Cinema Europeu, van reconèixer l'excel·lència del cinema europeu. La cerimònia va tenir lloc el 2 de desembre de 1990 al Royal Concert Hall de Glasgow, Escòcia, aleshores capital cultural d’Europa i va ser presentada pels presentadors de televisió britànics Sheena McDonald i Melvyn Bragg.
El drama suec Skyddsängeln de Suzanne Osten, va rebre 8 nominacions en 6 categories; Curiosament, els tres nominats a la categoria de millor actriu secundària eren actors de la pel·lícula. L'adaptació del drama històric romàntic d'Edmond Rostand, Cyrano de Bergerac, dirigida pel francès Jean-Paul Rappeneau i protagonitzada per Gérard Depardieu, va rebre sis nominacions. ¡Ay, Carmela! de Carlos Saura fou nominada a tres premis, igual que el drama polonès Interrogation, rodat el 1982 per Ryszard Bugajski, però prohibit i guardat en un calaix fins ara. El director polonès Andrzej Wajda va rebre el Premi a la trajectòria.

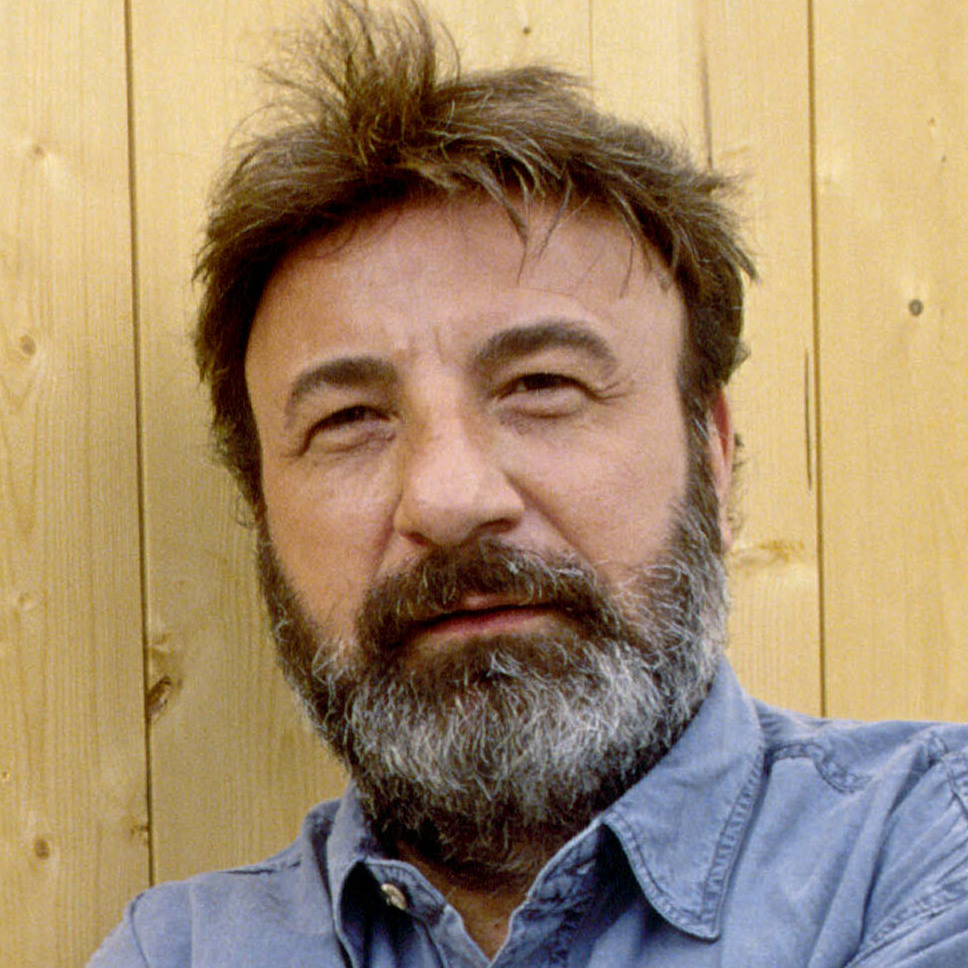
Gianni Amelio, director de "Porte aperte"

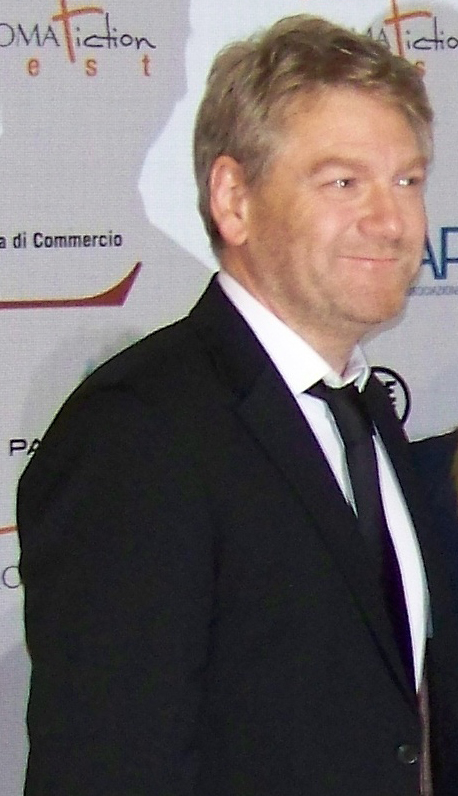
Kenneth Branagh, director d'Enric V i premi al millor actor

## Membres del jurat
- Ingmar Bergman director de cinema, president del jurat -
- Suso Cecchi D'Amico guionista -
- Theo Angelopoulos, director de cinema -
- Deborah Kerr actriu -
- Jeanne Moreau actriu -
- Andrei Smirnov actor, guionista, director de cinema -
- Margarethe von Trotta, directora de cinema -

## Guanyadors i nominats
Els guanyadors estan en fons groc i en negreta.

### Millor pel·lícula europea
| Títol                  | Director(s)         | Productor(s)                                  | País           |
| ---------------------- | ------------------- | --------------------------------------------- | -------------- |
| Porte aperte           | Gianni Amelio       | Angelo Rizzoli                                | Itàlia         |
| Tulitikkutehtaan tyttö | Aki Kaurismäki      | Aki Kaurismäki, Klas Olofsson, Katinka Faragó | Finlàndia      |
| Cyrano de Bergerac     | Jean-Paul Rappeneau | René Cleitman, Michel Seydoux, André Szots    | França         |
| Przesłuchanie          | Ryszard Bugajski    | Tadeusz Drewno, Andrzej Wajda                 | Polònia        |
| ¡Ay, Carmela!          | Carlos Saura        | Andrés Vicente Gómez                          | Espanya        |
| Skyddsängeln           | Suzanne Osten       | Anders Birkeland                              | Suècia         |
| Matj                   | Gleb Panfilov       | Lionello Santi                                | Unió Soviètica |

### Millor actriu europea
| Receptor(s)    | Títol              |
| -------------- | ------------------ |
| Carmen Maura   | ¡Ay, Carmela!      |
| Anne Brochet   | Cyrano de Bergerac |
| Krystyna Janda | Przesłuchanie      |

### Millor actor europeu
| Receptor(s)      | Títol              |
| ---------------- | ------------------ |
| Kenneth Branagh  | Enric V            |
| Gérard Depardieu | Cyrano de Bergerac |
| Philip Zandén    | Skyddsängeln       |

### Millor actriu secundària
| Receptor(s)  | Títol        |
| ------------ | ------------ |
| Malin Ek     | Skyddsängeln |
| Lena Nylén   | Skyddsängeln |
| Gunilla Röör | Skyddsängeln |

### Millor actor secundari
| Receptor(s)    | Títol         |
| -------------- | ------------- |
| Dmitri Pevsov  | Matj          |
| Gabino Diego   | ¡Ay, Carmela! |
| Björn Kjellman | Skyddsängeln  |

### Millor nova pel·lícula
| Títol                   | Director(s)         | Productor(s)                           | País           |
| ----------------------- | ------------------- | -------------------------------------- | -------------- |
| Enric V                 | Kenneth Branagh     | Bruce Sharman                          | Regne Unit     |
| Un monde sans pitié     | Éric Rochant        | Alain Rocca                            | França         |
| Turnè                   | Gabriele Salvatores | Vittorio Cecchi Gori, Gianni Minervini | Itàlia         |
| La blanca paloma        | Juan Miñón          | Eduardo Campoy                         | Espanya        |
| Zamri, umri, voskresni! | Vitali Kanevski     | -                                      | Unió Soviètica |

### Millor guió europeu
| Receptor(s)                                         | Títol                   |
| --------------------------------------------------- | ----------------------- |
| Vitali Kanevski                                     | Zamri, umri, voskresni! |
| Ryszard Bugajski, Janusz Dymek                      | Przesłuchanie           |
| Madeleine Gustafsson, Suzanne Osten, Etienne Glaser | Skyddsängeln            |

### Millor fotografia
| Receptor(s)   | Títol              |
| ------------- | ------------------ |
| Tonino Nardi  | Porte aperte       |
| Pierre Lhomme | Cyrano de Bergerac |
| Göran Nilsson | Skyddsängeln       |

### Millor compositor
| El premi no fou atorgat |                    |
| Jean-Luc Godard         | Nouvelle Vague     |
| Jean-Claude Petit       | Cyrano de Bergerac |
| Jürgen Knieper          | December Bride     |

### Millor direcció artística
| Receptor(s)                                                                         | Títol                                             |
| ----------------------------------------------------------------------------------- | ------------------------------------------------- |
| Ezio Frigerio (escenografia), Franca Squarciapino (vestuari)                        | Cyrano de Bergerac                                |
| Iuri Paixigoriev                                                                    | Zamri, umri, voskresni!                           |
| Ben Van Os (escenografia), Jan Roelfs (escenografia), Jean-Paul Gaultier (vestuari) | El cuiner, el lladre, la seva dona i el seu amant |

### Millor documental
| Resultat                     | Títol                  | Director(s)                     | País                                        |
| ---------------------------- | ---------------------- | ------------------------------- | ------------------------------------------- |
| Documental Europeu Guanyador | Šķērsiela              | Ivars Seleckis                  | Unió de Repúbliques Socialistes Soviètiques |
| Menció Especial del Jurat    | Step Across the Border | Nicolas Humbert i Werner Penzel | Suïssa                                      |

### Premi al descobriment europeu de l'any

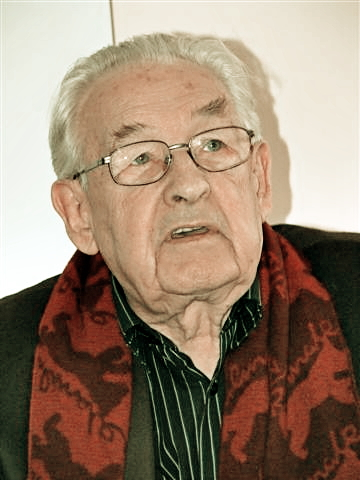
Andrzej Wajda

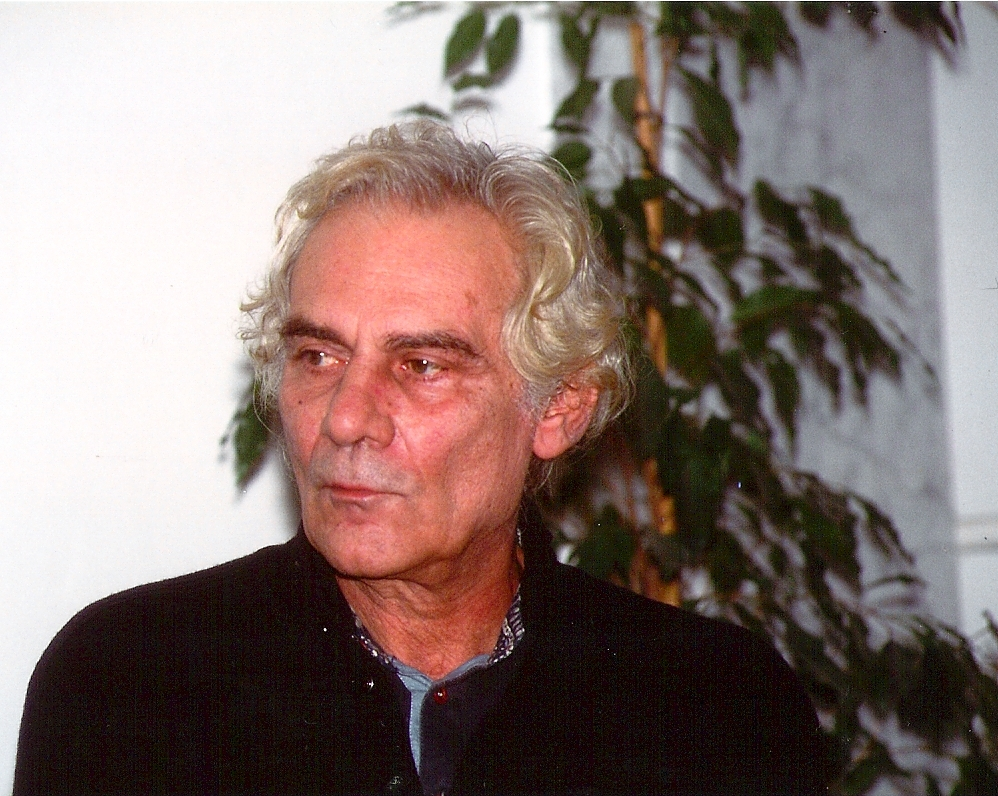
Gian Maria Volontè

| Receptor(s)         | Títol        | Paper          |
| ------------------- | ------------ | -------------- |
| Ennio Fantastichini | Porte aperte | Tomasso Scalia |

### Premi a la carrera
Andrzej Wajda

### Premi especial del jurat
- Gian Maria Volonté per Porte aperte
- December Bride de Thaddeus O'Sullivan

### Premi especial de la Societat Europea de Cinema
- Associació de Cineastes de la URSS

## Galeria

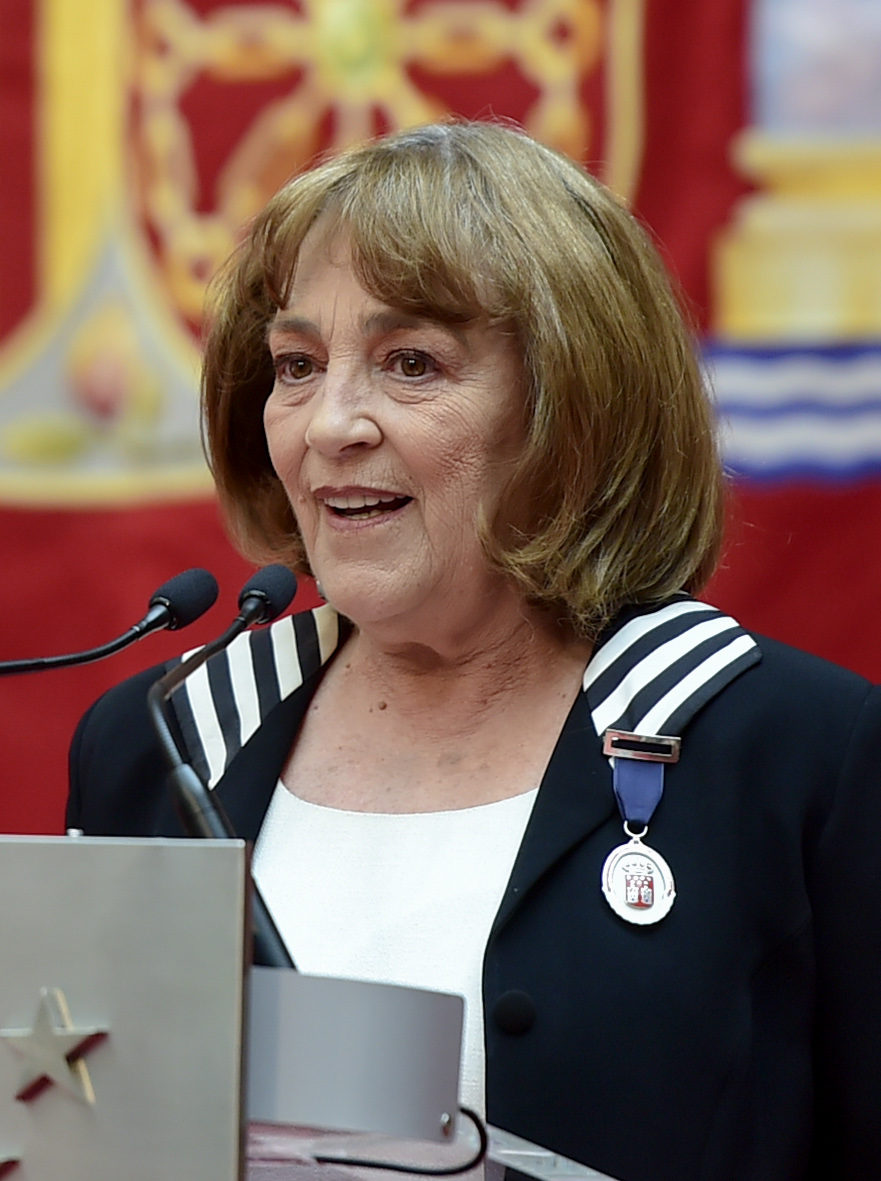
Carmen Maura, premi a la millor actriu
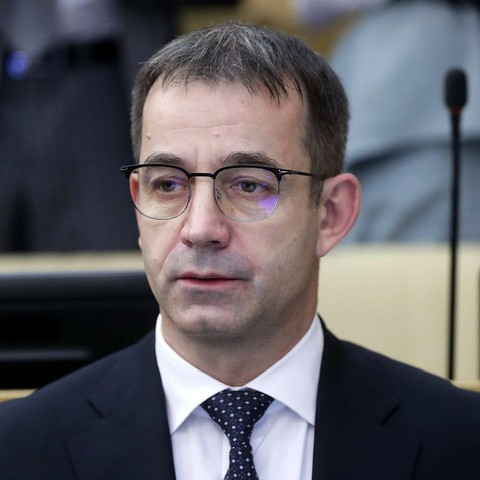
Dimitri Pevtsov, premi al millor actor secuntari
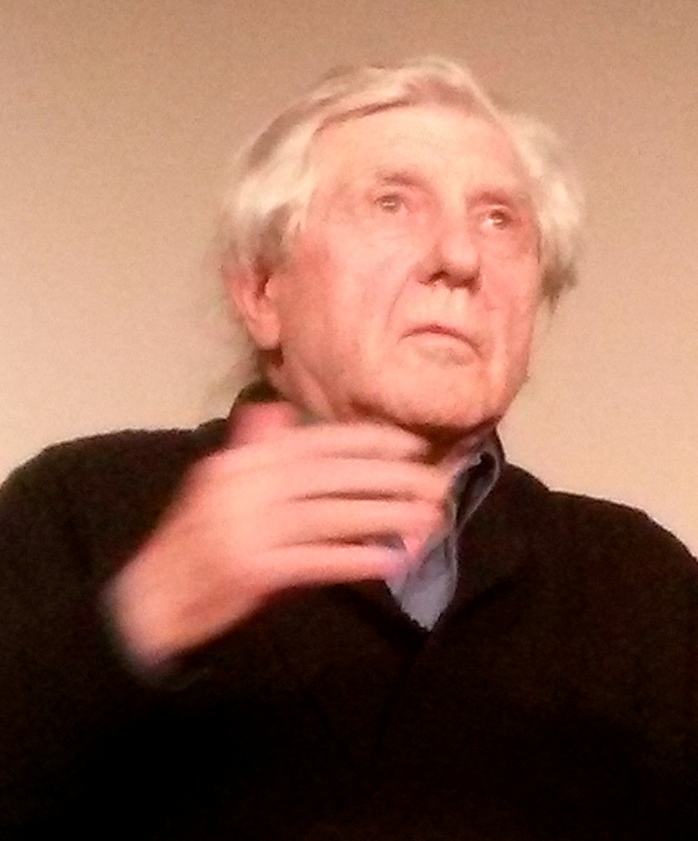
Vitali Kanevski, premi al millor guió
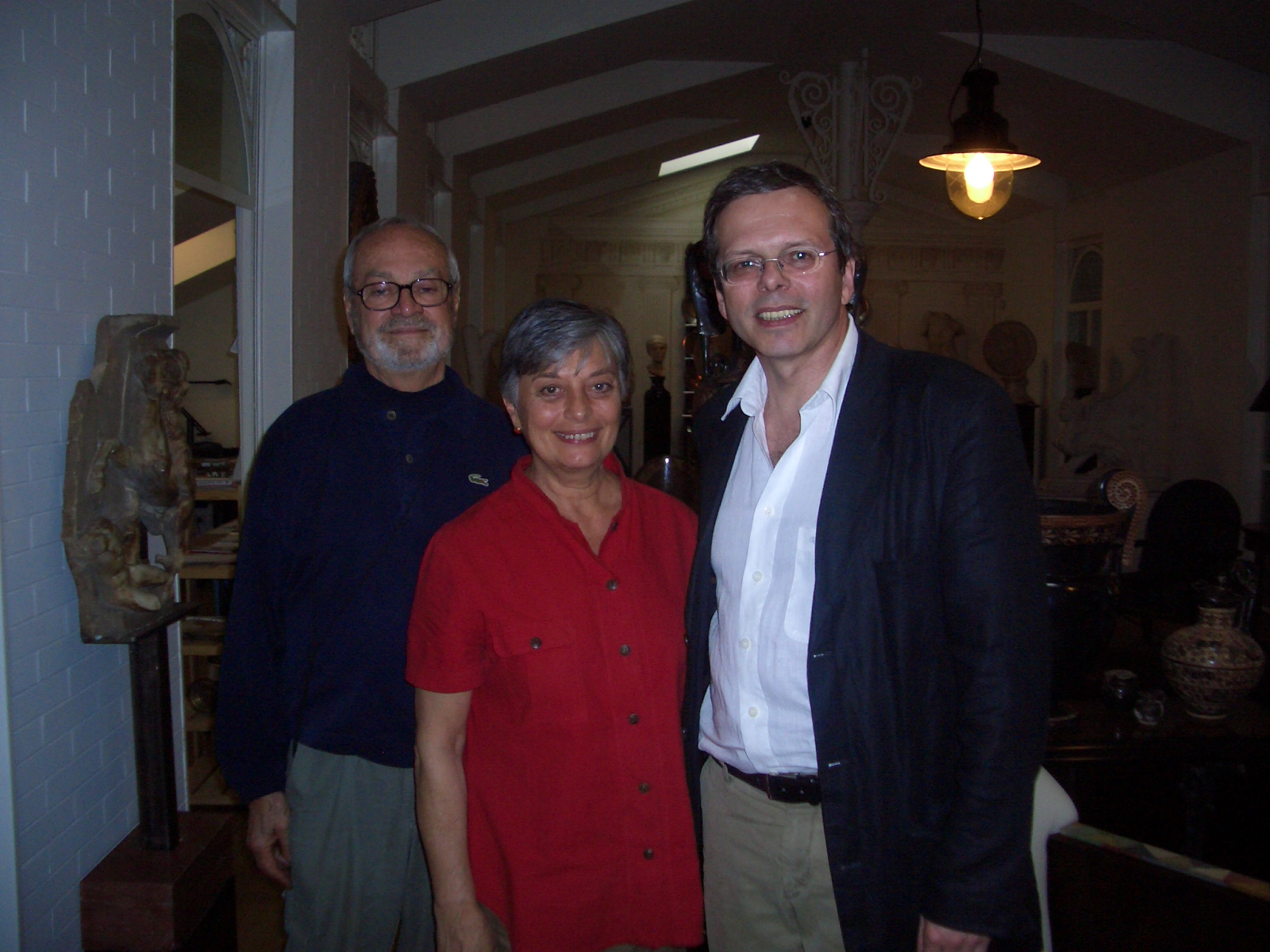
Ezio Frigerio i Franca Squarcipino, millor disseny de producció
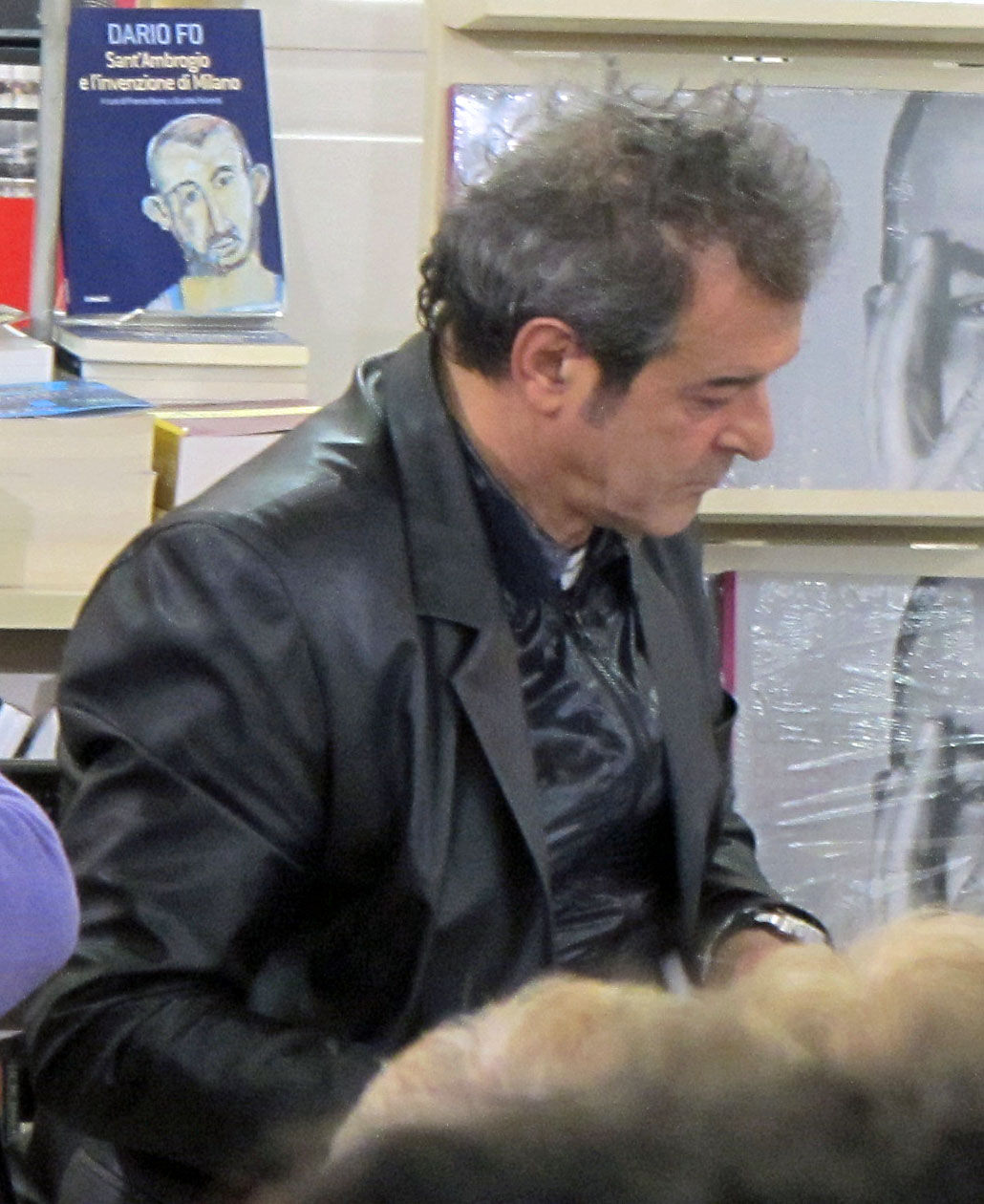
Ennio Fantastichini, descobriment europeu de l'any